# Pieter van den Hoogenband
Pieter Cornelis Martijn van den Hoogenband (Maastricht, 14 de Março de 1978) é um nadador neerlandês. Conquistou sete medalhas olímpicas, sendo 3 delas de ouro, conquistadas nos Jogos Olímpicos de Sydney 2000 e de Atenas 2004.

## Recordes pessoais
Esses são seus recordes pessoais:
| Evento                  | Piscina          | Tempo            | Data                   | Local            | Local            | Local                                       |
| Nado Crawl/Livre        | Nado Crawl/Livre | Nado Crawl/Livre | Nado Crawl/Livre       | Nado Crawl/Livre | Nado Crawl/Livre | Nado Crawl/Livre                            |
| ----------------------- | ---------------- | ---------------- | ---------------------- | ---------------- | ---------------- | ------------------------------------------- |
| 50m                     | 50m              | 22s03            | 22 de setembro de 2000 | Sydney           | Austrália        | Jogos Olímpicos Sydney 2000                 |
| 50m                     | 25m              | 21s65            | 13 de dezembro de 2001 | Antuérpia        | Bélgica          | Campeonato europeu - piscina curta          |
| 100m                    | 50m              | 47s68            | 13 de agosto de 2008   | Pequim           | China            | Jogos Olímpicos Pequim 2008                 |
| 100m                    | 25m              | 46s81            | 13 de dezembro de 2003 | Dublin           | Irlanda          | Campeonato europeu - piscina curta          |
| 200m                    | 50m              | 1m44s89          | 2 de agosto de 2002    | Berlim           | Alemanha         | Campeonato europeu - piscina longa          |
| 200m                    | 25m              | 1m41s89          | 14 de dezembro de 2003 | Dublin           | Irlanda          | Campeonato europeu - piscina curta          |
| 400m                    | 50m              | 3m51s03          | 30 de abril de 2001    | Chamalières      | França           | Campeonato aberto da França                 |
| 400m                    | 25m              | 3m43s44          | 22 de novembro de 2002 | Nova Iorque      | Estados Unidos   | Copa do Mundo de Natação (FINA) - 2002/2003 |
| Nado Mariposa/Borboleta |                  |                  |                        |                  |                  |                                             |
| 50m                     | 50m              | 23s88            | 26 de julho de 1999    | Istambul         | Turquia          | Campeonato europeu - piscina longa          |
| 50m                     | 25m              | 23s86            | 23 de dezembro de 2007 | Amesterdão       | Países Baixos    | Campeonato aberto dos Países Baixos         |
| 100m                    | 50m              | 54s22            | 2 de junho de 2007     | Amesterdão       | Países Baixos    | Campeonato aberto dos Países Baixos         |
| 100m                    | 25m              | 52s80            | 6 de dezembro de 2002  | Melbourne        | Austrália        | Copa do Mundo de Natação (INA) - 2002/2003  |